# Luis Paret y Alcázar

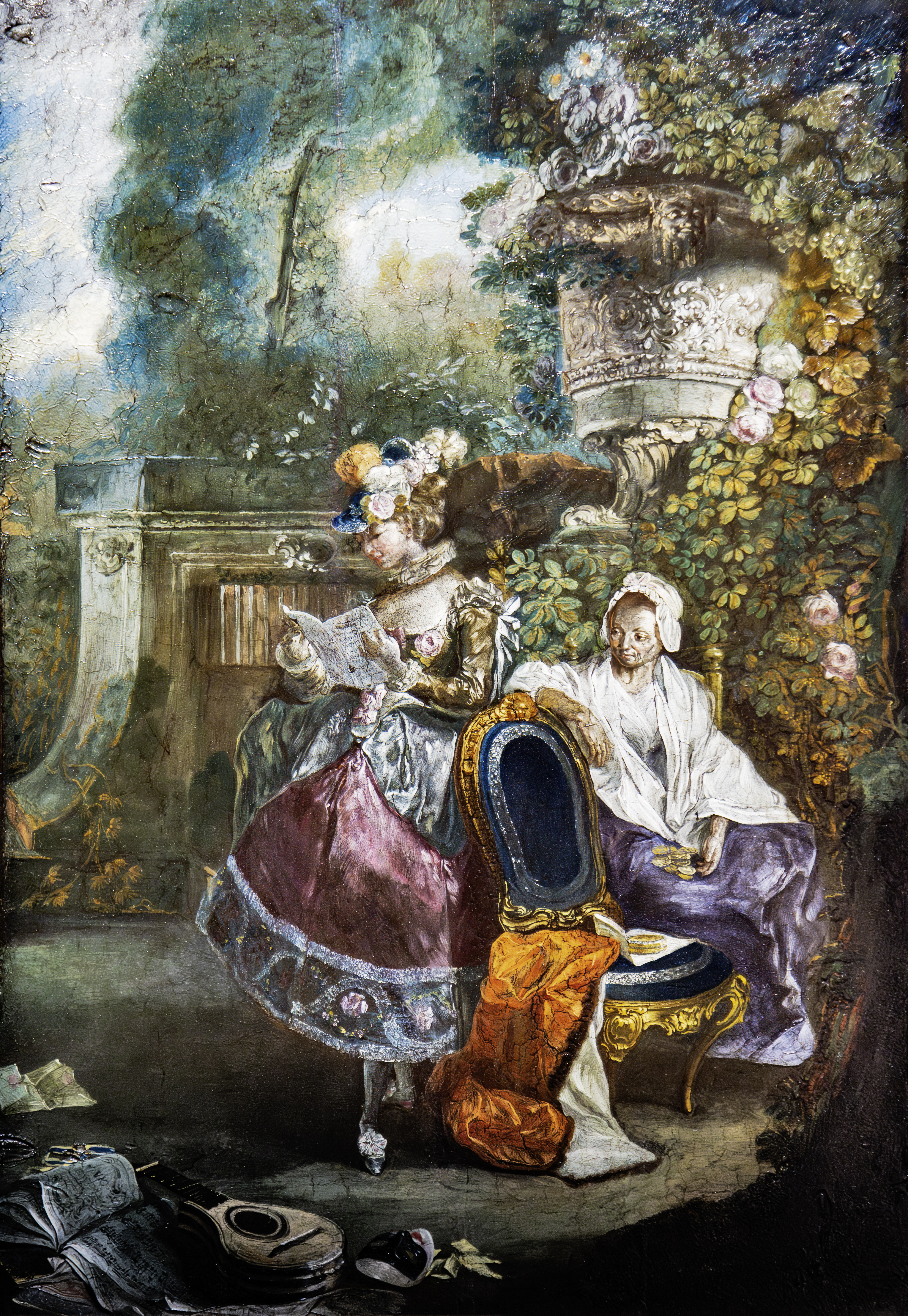
La carta de Luis Paret - Museu Goya

Luis Paret y Alcázar (Madrid, 1746 - 1799) fou un pintor espanyol, d'estil molt personal, més proper al Rococó que al Neoclassicisme. La seva temàtica és molt variada, amb paisatges, escenes d'interior, i retrats, entre d'altres.

## Biografia
Va cursar estudis des dels deu anys a la Reial Acadèmia de Belles Arts de San Fernando. Pensionat a Roma (1763-1766), per Lluís Antoni d'Espanya germà menor del rei Carles III d'Espanya, es va incorporar al taller de Charles de la Traverse, a Madrid. Complicat en els assumptes amorosos del seu protector, va ser enviat a Puerto Rico (1775), on va crear escola (José Campeche). Va tornar a Espanya el 1778, tot i que va mantenir el seu allunyament a 40 llegües de la cort, encarregant-se-li una sèrie de paisatges cantàbrics, residint a Bilbao.
Ingressa en l'Acadèmia al mateix temps que Goya, i és autoritzat per a tornar a la cort el 1788. En els últims anys de la seva vida passa apurs econòmics.

## Obra
Entre les seves pintures més cèlebres, destaquen: "La botiga de modes" (Museu Lázaro Galdiano, Madrid), "Diógenes" (Acadèmia de San Fernando), "Vista de l'Arenal de Bilbao" i "Vista de Fuenterrabía" (Museu de Belles Arts de Bilbao) i diverses del Museu del Prado, com un "Autorretrat", "Les parelles reals", "Jurament del príncep d'Astúries", "Vista del Jardí Botànic" (inacabada).